# Castelo de Polop
O Castelo de Polop localiza-se no termo do município de Polop, na província de Alicante, na comunidade autónoma da Comunidade Valenciana, na Espanha.
Ergue-se sobre um monte escarpado em posição dominante sobre a povoação.

## História
Remonta a uma fortificação muçulmana erguida no início do século XII.

## Características
Apresenta planta quase circular, orgânica (adaptada ao terreno), e desenvolve-se em dois recintos de pequenas dimensões. Conservam-se as muralhas em alvenaria e taipa, embora no recinto exterior encontrem-se apenas vestígios das mesmas, uma vez que por ali se fez o acesso ao antigo cemitério da vila, implantado em seu interior.
Em seu interior conservam-se a cisterna e uma torre de planta quadrada.